# Alvin Martin
Alvin Martin est un footballeur anglais né le 29 juillet 1958 à Walton.

## Carrière
- 1977-1997 : West Ham  Angleterre
- 1996-1997 : Leyton Orient FC  Angleterre

## Palmarès
- 17 sélections et 0 but avec l'équipe d'Angleterre entre 1981 et 1986
- Vainqueur du British Home Championship en 1983 avec l'équipe d'Angleterre
- Champion d'Angleterre de D2 en 1981 avec West Ham
- Vainqueur de la Coupe d'Angleterre en 1980 avec West Ham